# Paul Kéfer
Pour les articles homonymes, voir Kéfer.
Paul Kéfer (né le 30 décembre 1875 à Rouen et mort le 22 mai 1941 à Rochester dans l'État de New York aux États-Unis) est le fils du frère du compositeur Louis Kéfer. 
Violoncelliste de profession, il émigre aux États-Unis en 1913, où il devient le violoncelliste solo de l'Orchestre symphonique de New York, membre de diverses formations de chambre et professeur à l'Eastman School of Music.

## Biographie
Paul Kéfer étudie au Conservatoire de Paris. Il est le dernier élève de Jules Delsart et remporte le Premier prix au Concours de 1900. En octobre 1913, il émigre aux États-Unis et est engagé au sein de l'Orchestre de New York sous la baguette de Walter Damrosch. En 1913, il joue avec le Trio Tollefsen. Cette formation lui plaît beaucoup, à tel point qu'il décide l'année suivante de créer le « Trio de Lutèce » avec le harpiste Carlos Salzedo et le flûtiste Georges Barrère,. En 1932, Paul Kéfer laisse sa place au violoncelliste Horace Britt. Pour ce trio, André Jolivet compose en avril 1934, un trio pour flûte, violoncelle et harpe.  
Kéfer joue également — dans un trio à cordes — avec Richard Stell et Adrian Schubert. Le trio a enregistré chez Victor et Edison. Paul Kéfer a également été membre du Quatuor Kilbourn, avec Gustav Tinlot (Premier violon), Gerald Kunz (Second violon) et Samuel Belov (alto). Il a enseigné à l'Eastman School of Music de 1923 à sa mort en 1941. 
Paul Kéfer a une fille née le 1er mai 1906 : Rose Hobart, qui devient une actrice américaine de renom.

## Concerts
- 17 décembre 1922, Klaw Theatre : Sonate pour violon et violoncelle avec Gustave Tinlot (violon)[7].
- 14 décembre 1923, Aeolian Hall : Trio avec E. Robert Schmitz (piano) et Gustav Tinlot.

## Discographie
Paul Kéfer a enregistré entre 1913 et 1921 pour Victor et la Columbia américaine, quatorze faces de disques 78 tours
Pour Columbia notamment, il enregistre Traumerei (Rêverie) de Schumann et Pensée Amoureuse de Victor Herbert (23 et 26 octobre 1916, Columbia A2157 47097/47098).